# Fabia Drake
Fabia Drake OBE (född som Ethel McGlinchy; född 20 januari 1904 i Herne Bay i Kent, död 28 februari 1990 i London, var en brittisk skådespelare, verksam under nästan 73 år.
Drakes första professionella framträdande var i Fred Pauls Masks and Faces (1917) och hennes sista roll var som Madame de Rosemonde i Miloš Formans film Valmont (1989).
Enligt Internet Movie Database var Drake mycket nära vän till sir Laurence Olivier. De två möttes i grundskolan när de båda medverkade i skolans uppsättning av Så tuktas en argbigga.

## Biografi
Fabia Drake föddes som Ethel McGlinchy och var dotter till en irländsk misslyckad skådespelare. Hon klarade inträdesprovet till Royal Academy of Dramatic Art (senare mer känt som RADA) i december 1913. (Det var ledningen på ADA som ansåg att McGlinchy var för svårt att uttala och för krångligt att komma ihåg som artistnamn, så hon ändrade det till Drake, som var faderns andranamn, och till Fabia, vilket var hennes andra dopnamn, valt för att hon var född på Sankt Fabians dag) (Påven Fabianus). Skolan hade grundats 1903 av Sir Herbert Beerbohm Tree och bland hennes elevkamrater återfanns Meggie Albanesi, Eva Le Gallienne och Miles Malleson – en äldre student som även skrev pjäser till henne. Trots att hon var 170 cm lång kallades hon för "Räkan" och spelade en rad roller – Richard II, Macbeth, kardinal Richelieu i Bulwer Lyttons pjäs, Shaughraun i Dion Boucicaults The Shaughraun. En av hennes lärare var Norman Page, vilken hon beundrade mycket och till vars utbildning hon sa – "han skänkte mig självförtroended, han inspirerade mig med sin entusiasm". En annan lärare var Helen Haye, som hon dock inte uppskattade och som enligt Drake inte var någon bra lärare. Hon gjorde sin första professionella scendebut på Court Theatre, Sloane Square, i en barnteateruppsättning med titeln The Cockjolly Bird som en eremitkräfta – "i ett enormt tungt skal och ojämförligt obehaglig." Hennes första betalda arbete kom när hon var med i en uppsättning av The Happy Family. I rollbesättningen ingick Noël Coward. Det blev början på en livslång vänskap. Samma år, 1916, mötte hon Ellen Terry, när hon spelade Robin, Falstaffs småväxta page i scener från Muntra fruarna i Windsor, på Palace Pier Theatre i Brighton. Förutom skådespeleriet var den anglikanska religionen Drakes mest formativa påverkan i barndomen – (senare utträdde hon från den) – och det bestående minnet av hennes jular var Gounods Ceciliamässa i midnattsmässan i den anglikansk-katolska kyrkan i All Saints, Margaret Street. Ett år blev korgossen, som skulle spela Sir Toby Belch i Trettondagsafton, sjuk och Drake kallades in att ersätta honom, och där mötte hon en annan jämnårig korgosse i samma uppsättning  – Laurence Olivier. "Hans nära vänskap skulle komma att bli en av mina käraste minnes; vi brukade iaktta varandras spel, stanna kvar i var och ens hus, vara närvarande i offentliga och privata stunder av triumf och fiasko" skrev hon, även om de två aldrig mer kom att spela mot varandra igen. Vid 16 års ålder sändes hon till skola Frankrike, Camposenea i Meudon-val-Fleury. Det hade tjänat som jaktstuga till Ludvig XIV av Frankrike och det nersänkta marmorbadkaret tillhörande Madame de Maintenon var ännu intakt. Hon for till Reims, som låg i ruiner efter Första världskriget, till Versailles, Chartres, Fontainebleauskogen, och hon gick i lära hos Georges Le Roy som skulle komma att bli en av de stora lärarna på Conservatoire de Paris.

### Karriär

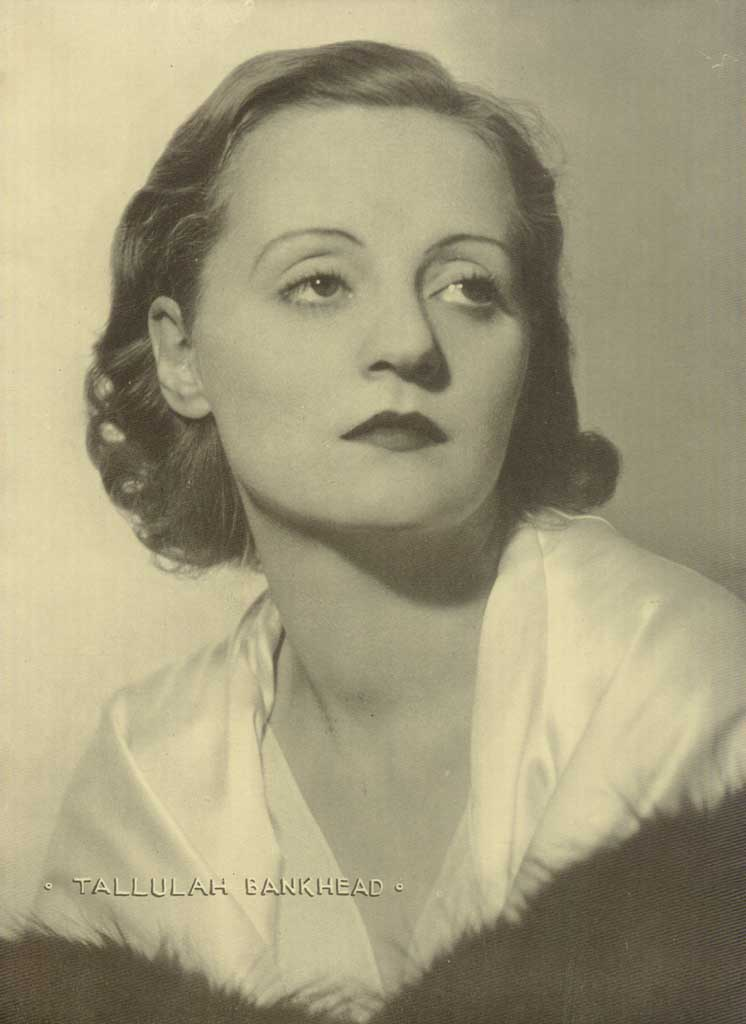
Drake arbetade med Tallulah Bankhead (ovan) i Roland Pertwees The Creaking Chair. Bankhead var 23, Drake 20. Bankhead fann Drakes oskuld vara en absurditet: "Vilken sorglig förlust, Dahrling, med din figur." De blev goda, om än osannolika, vänner; Tallulah var rolig, varm och generös.

Tillbaka i London 1921 och arbetslös spenderade hon tiden tillsammans med Meggie Albanesi i hennes loge under 'väntetiden' i Albanesis blivande succé A Bill of Divorcement på St Martin's Theatre. Drake skrev: "Albanesi var nu etablerad som den mest talangfulla unga aktris i England, under kontrakt med Basil Dean... värmen och vänligheten i hennes personlighet var som en ledstjärna på min bleka natthimmel." Efter att ha försökt men misslyckat få engagemeng hos J.E.Vedrenne, beslöt Drake att gå med i Madame Alice Gachets franska skådespelarklasser på RADA. Gachet var en annan briljant lärare vars mest berömda elev var Charles Laughton. Därefter skrev hon på ett kontrakt med Vedrenne på 18 månader och spelade småroller varpå hon skickades till Basil Dean som var i färd med att sätta upp James Elroy Fleckers Hassan. Detta visade sig bli en minnesvärd uppsättning med musik av Frederick Delius, balettkoreografi av Fokine och artistnamn som Malcolm Keen som Kalifen och Henry Ainley som Hassan. Drake var ersättare och spelade både de kvinnliga rollerna i pjäsen, Yasmin och Pervaneh – Isabel Jeans (Yasmin) och Laura Cowrie (Parveneh) fick båda influensa under epidemin 1923.
När C. Aubrey Smith behövde en aktris att spela hans dotter i en uppsättning av Roland Pertwees The Creaking Chair föreslog hans hustru Fabia och hon släpptes från kontraktet för att skapa sin egen, första roll. Pjäsen gick i sex månader, regisserades av Gerald du Maurier och i rollistan ingick såväl Tallulah Bankhead som Aubrey Smith.
Kort tid efter det arbetade Drake med Marie Tempest i en pjäs av John Hastings Turner med titeln The Scarlet Lady. I Marie Tempest fann hon " artistisk förståelse, kamratskap och hjälp." Pjäsen var en framgång när den startade och gav Drake en del uppmärksamhet. Charles Langbridge Morgan, då kritiker på The Times (oktober 1926) skrev: "Fabia Drake... hon har inte befunnit sig länge på den professionella scenen. Hon har omdöme och balans och ett sinne som lyfter upp en trivial del ut ur sin trivialitet." Och James Agate i The Sunday Times (3 oktober 1926) skrev: "Miss Fabia Drake är förmodligen den bästa debutanten på dagens scen och en dag kommer hennes förmåga bli en stor succé. Hon utströmmar hälsa, fysisk, själslig och moralisk."
RADA ex-studenter bildade "The RADA Players", och Drake blev dess andra sekreterare. I en pjäs av Allan Monkhouse med titeln Sons and Fathers speladed Drake mot John Gielgud. Hon led av allvarlig rampfeber i denna period av sin karriär, ett resultat av en spasm i strupen som hindrade henne från att tala och hon fruktade att åkamman skulle dyka upp vid oväntade tillfällen.
1929 följde hon med the Memorial Theatre, Stratford-on-Avon på dess turné till USA – på tre veckor var hon tvungen att lära in rollerna som Lady Macbeth, Beatrice i Mycket väsen för ingenting, drottningen i Hamlet ( 'men jag borde aldrig ha fått spela Gertrude, jag var endast 25, alldeles för ung då Hamlet var nära 40'), Fru Page i Muntra fruarna i Windsor, Hippolyta i En midsommarnattsdröm och Viola i Trettondagsafton. 1933 spelade hon Lady Macbeth i Stratford och blev avmålad av Walter Sickert i sömngångarscenen – tavlan ställdes ut 1934 på Royal Academy för att fira Sickerts utnämning till ledamot av konstakademien. Strax innan hon skulle fara med atlantångaren SS Megantic hade hon repeterat Macbeth och ådragit sig åkomman med spasmer i halsen så resan började inte bra.

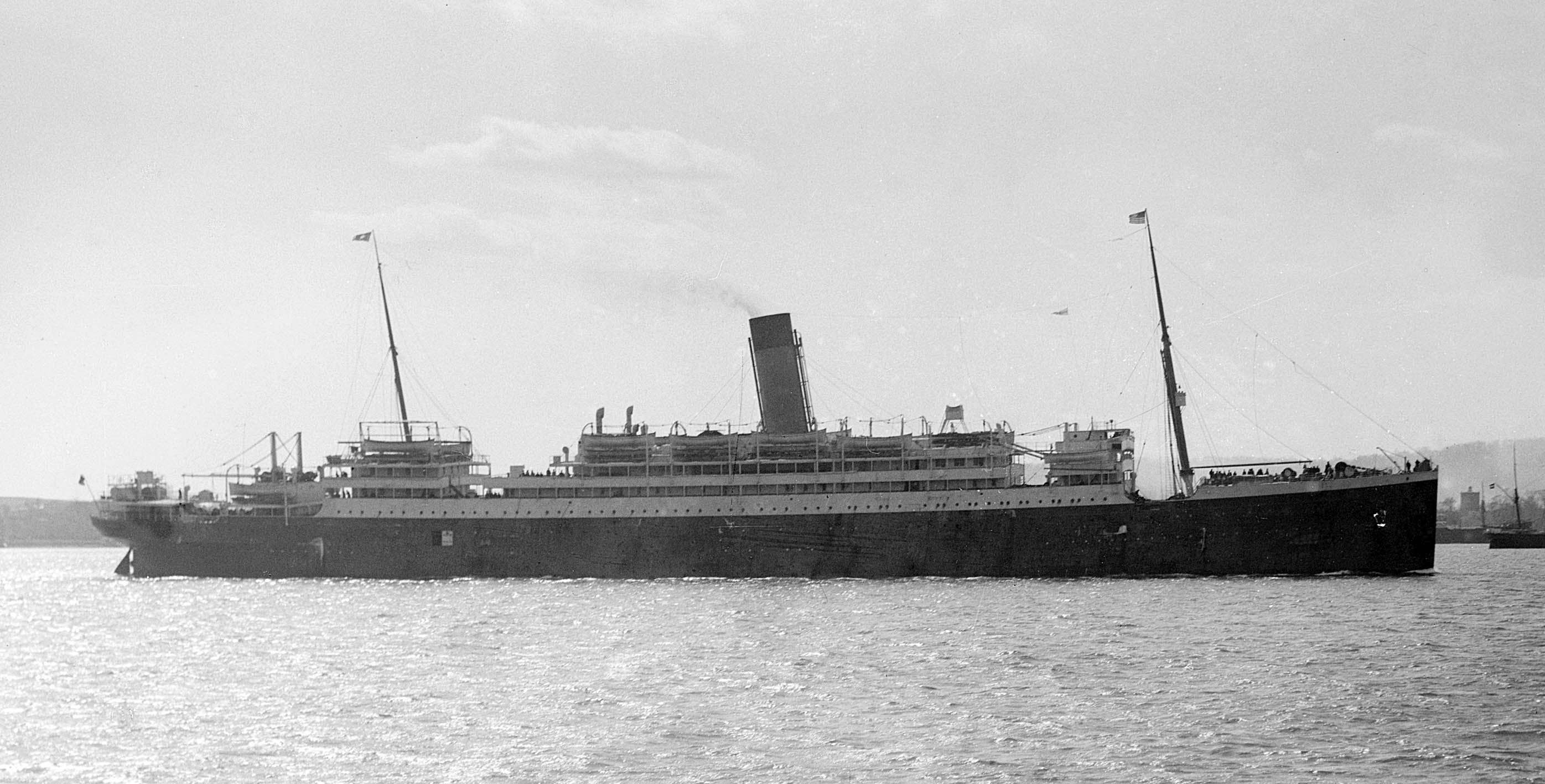
Drake erbjöds ett turnékontrakt på sex månader till USA och Kanada – nio pjäser varav åtta skulle spelas efter varandra första veckan. Hon var tvungen att lära in rollerna på tre veckor. "Fru Page visade sig vara en stor stötesten. Hon talar endast prosa... två dagar enkom fanns tid för att lära in Fru Page: 'Oh, jag kan avsluta henne (det var nära hon gjorde slut på mig) ombord på båten", (SS Megantic, ovan) – Drake skrev att 'pluggandet' som krävdes för att spela alla rollerna hämmade hennes förmåga att spela några av dem senare i karriären.

Trots rädslan för att tappa andan och inte kunna säga sina repliker lyckades hon ta sig igenom föreställningarna i Boston, Pittsburgh, Cleveland, St Louis, Denver och Washington – men i Chicago tappade hon slutligen orken. Hon sökte psykiatrisk hjälp och psykiatrikern spårade hennes fobi på scenen och fann att ursprunget härrörde sig från en lögn hon hade sagt för att undvika katekesen en gång när hon hade åsamkat sig själv illamående genom att sticka ner en sked i halsen. Fram till hennes tillfälliga avbrott från scenen, när hon gifte sig, var hon hädanefter tvungen att kräkas före varje föreställning för att få bort kväljningskänslan hon kände innan hon gick in på scen. Tillbaka i England bad vännen John Gielgud henne att spela Rosalind i en uppsättning av Som ni behagar på Old Vic – Drake blev intimt förknippad med denna roll. 1931 gjorde hon ytterligare en turné i USA och Kanada, denna gång mötte hon Ivor Novello i Los Angeles – även han blev en vän. Tillbaka från Hollywood spelade hon i öppningsföreställningen på Stratford-on-Avon Memorial Theatre, Henrik IV, vilket nästan blev en katastrof då stor del av föreställningen var ohörbar. Drake, som spelade den lilla rollen som Lady Percy, hjälptes av det faktum att hon spelade sin första scen utan repliker. Kriktikerna uppmärksammade henne allt mer; H.V. Morton bevakade evenemanget för Daily Herald och morgonen därpå hade tidningen rubriken: Hela Stratford talar om en kvinna.
Efter sitt giftermål i december med advokaten Maxwell Turner drog hon sig tillbaka helt från scenen. Hennes dotter föddes i mars 1940. Mer än 10 års framkallning av fysiskt illamående före varje föreställning tog ut sin ritt, men när Sir Kenneth Barnes 1943 bad hennes att gå med i hans utarmade lärarstab på RADA återfick hon hälsan. I tre år (1943-45) arbetade hon med studenter, ett arbete som hon senare skulle beskriva som 'en av de mest stimulerande och tacksamma perioderna' i sitt liv. Bland hennes
studenter fanns Roger Moore, John Neville, Robert Shaw och Richard Johnson. Hon ingick även i en uppsättning av Henrik V, även om den inte bestod av några studenter från RADA utan amerikanska. Renée Asherson förekom i uppsättningen, den franska prinsessan i filmversionen. (Efter att ha sett uppsättningen bad Robert Donat Drake att åta sig rollbesättningen och produktionen av hans kommande efterkrigssäsong på Aldwych Theatre). Drakes lärargärning avslutades på RADA när hon började få ont i käken och han var tvungen att sluta mitt i terminen.
Hon blev intresserad av att studera Shakespeares skådespelartrupp, män som Richard Burbage och Thomas Pope, och den inverkan dessa aktörer hade på Shakespeares skapelse av rollerna till dem.
Hennes make avled av levercancer vid 53 års ålder och hon inviterades av Binkie Beaumont att återvända till teatern. Hon tackade ja till att spela en roll i en thriller med titeln Write Me a Murder av Frederick Knott. Hon fortsatte att arbeta med radio och TV, tillsammans med Dickie Henderson i komedisketcher för Thames TV, och med Leslie Crowther (i ATVs Big Boy, Now!), liksom i större serier som The Pallisers och P.G. Wodehouses The World of Wooster, där hon spelade Bertie Woosters formidabla Aunt Agatha mot Ian Carmichael (Bertie) och Dennis Price (den oefterhärmlige Jeeves), och en hyllad rolltolkning av den exentriska, tillbakadragna matriarken Mabel Layton i Juvelen i kronan (1984).
Under sina sista år gjorde hon två minnesvärda roller, dels som Catherine Alan i Ett rum med utsikt (1985) dels som Madame de Rosemonde i Valmont (1989), om vilken The New York Times prisade hennes framställning för dess "tysta värdighet".
Hon belönades med en OBE 1987.

## Filmografi

### Film
| År   | Titel                 | Roll                          | Notering         |
| ---- | --------------------- | ----------------------------- | ---------------- |
| 1917 | Masks and Faces       | Triplets barn                 |                  |
| 1938 | Meet Mr. Penny        | Annie Penny                   |                  |
| 1948 | London Belongs to Me  | Mrs Jan Byl                   |                  |
| 1951 | All Over the Town     | Miss Gelding                  |                  |
| 1951 | Poet's Pub            | Lady Mercy Cotton             |                  |
| 1951 | White Corridors       | Miss Farmer                   |                  |
| 1951 | Young Wives' Tale     | Nanny Blott                   |                  |
| 1952 | The Hour of 13        | Lady Elmbridge                |                  |
| 1954 | Fast and Loose        | Mrs Crabb                     |                  |
| 1954 | Isn't Life Wonderful! | Lady Probus                   |                  |
| 1955 | All for Mary          | Rik dam                       |                  |
| 1956 | My Wife's Family      | Arabella Parker               |                  |
| 1957 | The Good Companions   | Mrs Tarvin                    |                  |
| 1957 | Not Wanted on Voyage  | Mrs Brough                    |                  |
| 1958 | Girls at Sea          | Lady Kitty Hewitt             |                  |
| 1959 | Operation Bullshine   | Junior Commander Maddox A.T.S |                  |
| 1961 | Seven Keys            | Mrs Piggott                   |                  |
| 1961 | Nu tar vi monstret    | Mrs Pinner                    |                  |
| 1969 | A Nice Girl Like Me   | Miss Grimsby                  |                  |
| 1970 | Tam-Lin               | Miss Gibson                   |                  |
| 1974 | Got It Made           | Aunt Olive                    |                  |
| 1985 | Year of the Dragon    | Nunna                         |                  |
| 1985 | Ett rum med utsikt    | Miss Catharine Allan          |                  |
| 1989 | Valmont               | Madame de Rosemonde           | (sista filmroll) |

### Television
| År      | Titel                | Roll                    | Notering                              |
| ------- | -------------------- | ----------------------- | ------------------------------------- |
| 1957    | Nicholas Nickleby    | Madame Mantalini        | 3 avsnitt                             |
| 1960    | Persuasion           | Lady Russell            | 3 avsnitt                             |
| 1964    | Helgonet             | Aunt Hattie             | Avsnitt: The Miracle Tea Party        |
| 1965    | Helgonet             | Aunt Prudence           | Avsnitt: The Smart Detective          |
| 1965-67 | Woosters värld       | Aunt Agatha             | 4 avsnitt                             |
| 1966    | The Avengers         | Colonel Adams           | Avsnitt: The Danger Makers            |
| 1967    | The Prisoner         | Socialarbetare          | Avsnitt: Arrival (The Prisoner)       |
| 1969-70 | A Present for Dickie | Mrs. Upshott-Mainwaring |                                       |
| 1971    | Doctor at Large      | Dr Whiteland            | Avsnitt 10: Upton Sells Out?          |
| 1974    | The Pallisers        | Countess of Midlothian  | TV mini-serie 4 avsnitt               |
| 1974    | Sykes                | Miss Bandicoot          | Avsnitt: A Bandage                    |
| 1976-77 | Big Boy Now!         | Mrs Heather Marchant    | 14 avsnitt                            |
| 1984    | Crown Court          | Miss Simpson            | 3 avsnitt                             |
| 1984    | Juvelen i kronan     | Mabel Layton            | TV mini-serie, 4 avsnitt              |
| 1984    | Miss Marple          | Miss Henderson          | Avsnitt: A Pocketful of Rye           |
| 1985    | Screen Two           | Mrs Blake               | Avsnitt: Lent                         |
| 1988    | Kommissarie Morse    | Mrs Jarman              | Avsnitt: Last Bus to Woodstock (1988) |
| 1988    | The Rainbow          | Tant Olga               | Avsnitt: The Darkness of Paradise     |
| 1989    | Boon                 | Mary Fraser             | Avsnitt: Sickness and Health          |